# 李惟诚 (唐朝)
李惟誠（?—?），唐朝官员，范阳城旁奚族，李宝臣（张忠志）之子，李惟岳异母庶兄。
李惟诚谦和厚道，喜欢读书，能得人心，以父荫为殿中丞，官至检校户部员外郎。李宝臣委以军事，李惟诚以弟弟李惟岳嫡嗣，让而不受。他的同母妹嫁李正己的儿子李纳。李惟岳将李惟诚送到李正己那里，李正己让李惟诚恢复姓张，于是他便在淄青做官了。四镇之乱时，谷从政建议李惟岳亲身入朝，派李惟诚摄留后。李惟岳没有同意。李惟诚于是在鄆州担任李纳的营田副使。历任兖州刺史、淄州刺史、齐州（本传误作济州）刺史、濮州（本传误作淮州）刺史，最后在东平去世。